# Trinotoperla yeoi
Trinotoperla yeoi is een steenvlieg uit de familie Gripopterygidae. De wetenschappelijke naam van de soort is voor het eerst geldig gepubliceerd in 1958 door Perkins.